# Svinnegarns församling
Svinnegarns församling var en församling i Uppsala stift och i Enköpings kommun i Uppsala län. Församlingen uppgick 2006 i Södra Åsunda församling.

## Administrativ historik
Församlingen har medeltida ursprung och utgjorde på medeltiden ett eget pastorat för att därefter till 1937 vara annexförsamling i pastoratet Tillinge och Svinnegarn. Från 1937 till 1962 utgjorde församlingen moderförsamling i pastoratet Svinnegarn, Enköpings-Näs och Teda för att från 1962 till 2006 vara annexförsamling i Tillinge pastorat. Församlingen uppgick 2006 i Södra Åsunda församling.

## Kyrkor
- Svinnegarns kyrka